# Coesione

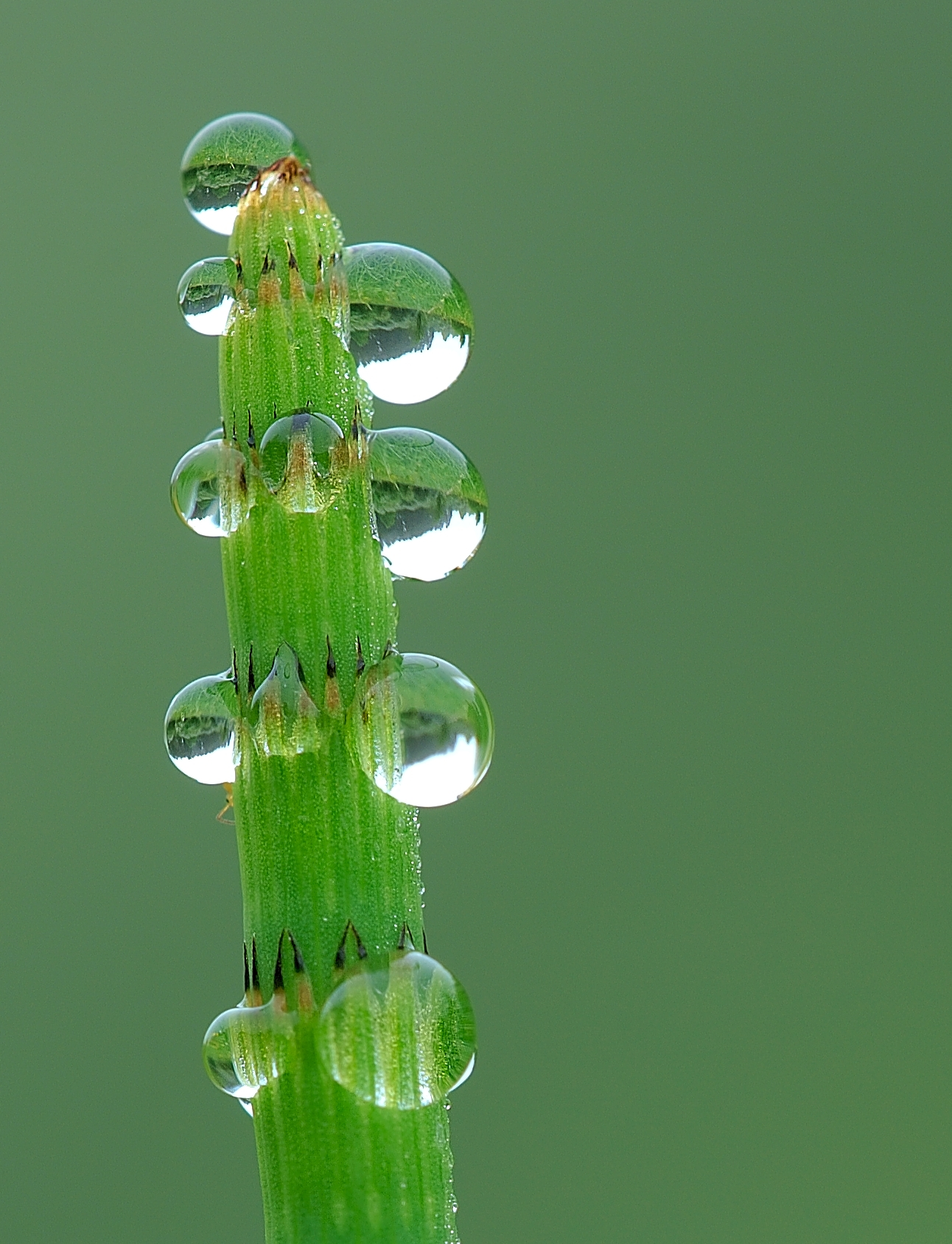
Forze di diversa natura permettono alle molecole di acqua di aggregarsi in gocce (forze di coesione) e alle gocce di aderire ai tessuti vegetali (forze di adesione).

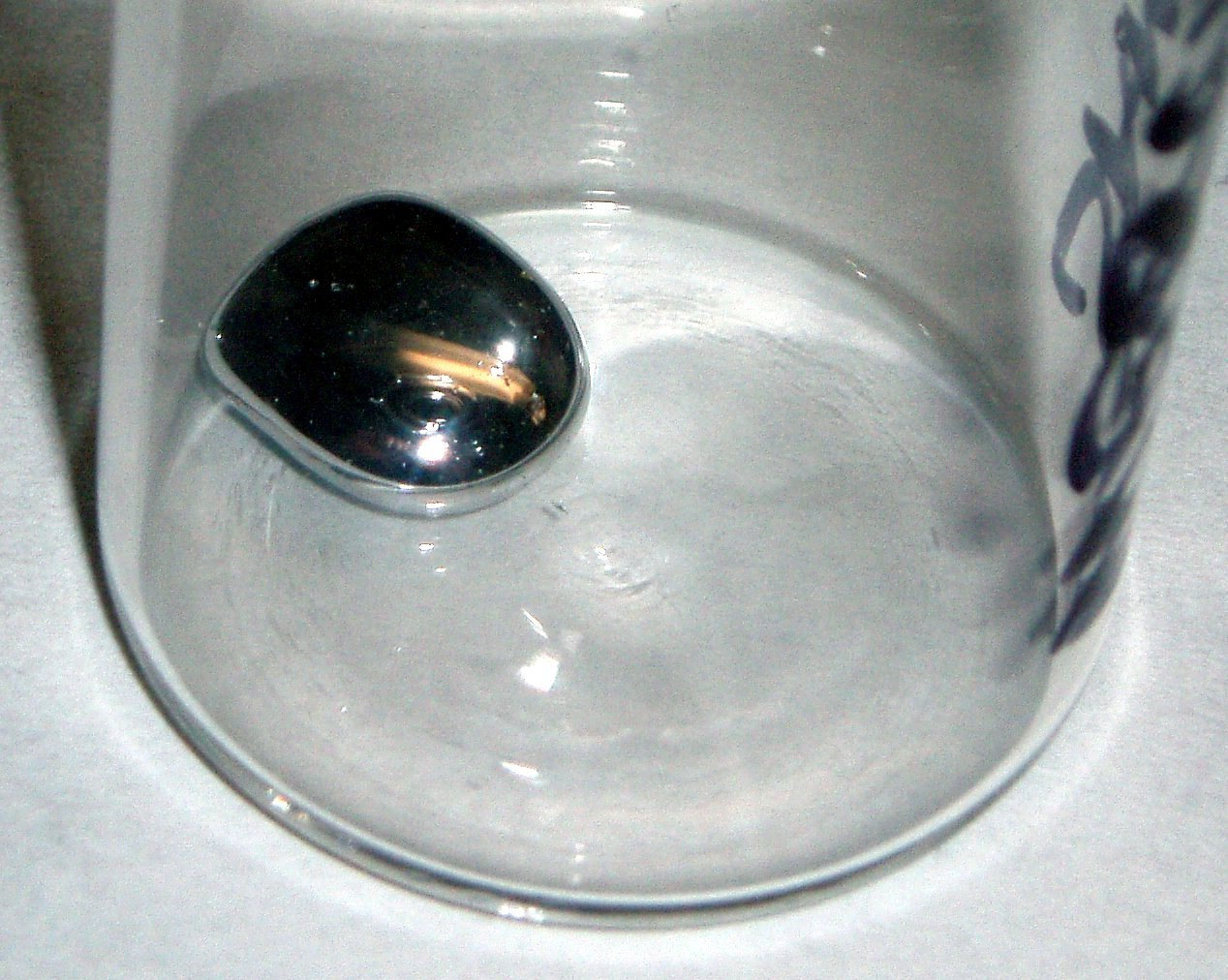
Le forze di coesione sono responsabili della formazione delle gocce di mercurio.

In fisica la coesione (dal latino cohaerere: essere congiunto, attaccato, stare unito) è la forza di attrazione di natura elettrostatica che si crea tra le molecole di una stessa sostanza, tenendole unite e opponendosi alle eventuali forze esterne che tendono invece a separarle.

## Descrizione
L'azione attrattiva è dovuta alle forze intermolecolari e assume valori molto diversi, a seconda dello stato di aggregazione della materia. Pertanto, nello stato solido la coesione è molto intensa, nello stato liquido è minore, ed è quasi nulla nello stato aeriforme.
Mentre il termine "coesione" fa riferimento all'azione di attrazione tra molecole di tipo eguale, il termine "adesione" fa riferimento all'azione di attrazione tra molecole di tipo differente. La forza di coesione tra le particelle di un solido può essere rappresentata dalla durezza dei minerali e dalla loro sfaldatura.
Le forze di coesione e quelle di adesione hanno notevole importanza nella spiegazione di alcuni fenomeni come la tensione superficiale e la capillarità (che sono anche chiamati "fenomeni di superficie"). Per la stima delle forze di attrazione che sono presenti nei gas a livello interatomico e intermolecolare si può fare uso del modello di Lennard-Jones.

## Applicazioni delle forze di coesione
Dal punto di vista industriale, le forze di coesione vengono utilizzate nell'ambito delle operazioni unitarie per la separazione dei componenti di una miscela, ad esempio nell'assorbimento fisico, in cui le particelle del componente da separare, presente nella fase fluida, aderisce (o meglio si "assorbe") alla superficie di un solido poroso.
Inoltre, le forze di coesione rivestono particolare importanza in ambito edile, ad esempio sono alla base delle proprietà di molti materiali edili, quali l'intonaco e il calcestruzzo, per i quali viene richiesto che le forze di coesione siano tali da contrastare l'effetto della gravità in fase di messa in opera, e tali da avere una presa e un indurimento ottimali.
Le forze di coesione vengono anche sfruttate nella manifattura delle colle e delle vernici, per i quali è necessario che le superfici a contatto aderiscano perfettamente.

## Pressione di coesione
Si definisce pressione di coesione un termine aggiuntivo presente nelle equazioni di stato dei gas reali, che tiene conto, appunto, della non-idealità dei gas.
La pressione di coesione ha le dimensioni di una pressione e secondo il modello di Van der Waals vale:
{\displaystyle {\frac {a}{V_{m}^{2}}}}
in cui:
- a è la costante di Van der Waals
- {\displaystyle V_{m}} rappresenta il volume molare del gas.